# Балабинська селищна рада
Бала́бинська се́лищна ра́да — адміністративно-територіальна одиниця та орган місцевого самоврядування в Запорізькому районі Запорізької області. Адміністративний центр — селище міського типу Балабине.

## Загальні відомості
Балабинська селищна рада утворена в 1938 році.
- Територія ради: 26,131 км²
- Населення ради: 6213 осіб (станом на 2015 рік)
- Водоймища на території, підпорядкованій даній раді: Каховське водосховище

## Населені пункти
Селищній раді підпорядковані населені пункти:
- смт Балабине

## Склад ради
Рада складається з 30 депутатів та голови.
- Голова ради:
- Секретар ради: Самсика Надія Михайлівна

### Керівний склад попередніх скликань
| Прізвище, ім'я, по батькові | Основні відомості                                           | Дата обрання | Дата звільнення |
| --------------------------- | ----------------------------------------------------------- | ------------ | --------------- |
| Ємельянов Юрій Миколайович  | Селищний голова, 1947 року народження, член Партії регіонів | 26.03.2006   | 31.10.2010      |

Примітка: таблиця складена за даними сайту Верховної Ради України

### Депутати
За результатами місцевих виборів 2010 року депутатами ради стали:

#### За суб'єктами висування
| Суб'єкт висування          | Кількість обраних депутатів | %  |
| -------------------------- | --------------------------- | -- |
| Партія регіонів            | 15                          | 50 |
| Самовисування              | 9                           | 30 |
| Партія «Реформи і порядок» | 6                           | 20 |

#### За округами
| № округу                   | Прізвище, ім'я, по батькові    | Дата визнання обраним | Освіта  | Партійна приналежність            | Відомості про обраного депутата                                                 |
| -------------------------- | ------------------------------ | --------------------- | ------- | --------------------------------- | ------------------------------------------------------------------------------- |
| Партія регіонів            |                                |                       |         |                                   |                                                                                 |
| 2                          | Гоголенко Яна Миколаївна       | 08.11.2010            | вища    | член Партії регіонів              | Балабинський комунальний дошкільний навчальний заклад «Теремок», медична сестра |
| 3                          | Статіва Олена Володимирівна    | 08.11.2010            | вища    | член Партії регіонів              | ТОВ «Альма ЛТД», виконавчий директор                                            |
| 6                          | Маник Ольга Іллівна            | 08.11.2010            | вища    | член Партії регіонів              | Балабинська селищна рада, касир-рахівник                                        |
| 7                          | Пічковська Ніна Іванівна       | 08.11.2010            | вища    | член Партії регіонів              | Балабинська селищна рада, архіваріус                                            |
| 8                          | Белинська Світлана Василівна   | 08.11.2010            | вища    | член Партії регіонів              | ресторан, бухгалтер                                                             |
| 12                         | Гладиш Світлана Олександрівна  | 08.11.2010            | вища    | член Партії регіонів              | Балабинська селищна рада, діловод                                               |
| 14                         | Ялоза Алла Юріївна             | 08.11.2010            | вища    | член Партії регіонів              | комунальний заклад «Запорізька обласна клінічна лікарня», медична сестра        |
| 18                         | Зайцева Антоніна Василівна     | 08.11.2010            | вища    | член Партії регіонів              | загальноосвітня школа № 83 м. Запоріжжя, вчитель                                |
| 19                         | Тівакова Наталя Михайлівна     | 08.11.2010            | вища    | член Партії регіонів              | Балабинське відділення зв'язку, начальник                                       |
| 21                         | Самсика Надія Михайлівна       | 08.11.2010            | вища    | член Партії регіонів              | Балабинська селищна рада, секретар                                              |
| 23                         | Откаленко Борис Володимирович  | 08.11.2010            | вища    | член Партії регіонів              | пенсіонер                                                                       |
| 26                         | Біленко Лариса Станіславівна   | 08.11.2010            | вища    | член Партії регіонів              | Балабинська гімназія «Престиж», вчитель                                         |
| 27                         | Самсика Руслан Миколайович     | 08.11.2010            | вища    | член Партії регіонів              | Балабинський фельдшерсько-акушерський пункт, завідувач                          |
| 28                         | Тарасенко Лариса Олександрівна | 08.11.2010            | вища    | член Партії регіонів              | комунальне підприємство «Водоканал», технік                                     |
| 29                         | Бутенко Людмила Анатоліївна    | 08.11.2010            | вища    | член Партії регіонів              | Балабинська селищна рада, спеціаліст 1 категорії — землевпорядник               |
| Партія «Реформи і порядок» |                                |                       |         |                                   |                                                                                 |
| 4                          | Корнієнко Олександр Юрійович   | 08.11.2010            | вища    | член Партії «Реформи і порядок»   | ТОВ «Агротехкомплект», майстер консультант                                      |
| 5                          | Шадрінов Сергій В'ячеславович  | 08.11.2010            | середня | позапартійний                     | тимчасово не працює                                                             |
| 13                         | Шевченко Тетяна Миколаївна     | 08.11.2010            | вища    | позапартійна                      | Балабинська гімназія «Престиж», заступник директора                             |
| 16                         | Каплій Дмитро Олександрович    | 08.11.2010            | середня | член Партії «Реформи і порядок»   | ТОВ «НВП шафран», начальник ділянки                                             |
| 22                         | Майстро Тетяна Іванівна        | 08.11.2010            | вища    | позапартійна                      | Запорізька державне підприємство «Меотехніка», головний бухгалтер               |
| 25                         | Майстро Анатолій Іванович      | 08.11.2010            | середня | позапартійний                     | пенсіонер                                                                       |
| Самовисування              |                                |                       |         |                                   |                                                                                 |
| 1                          | Науменко Наталія Володимирівна | 08.11.2010            | середня | позапартійна                      | Балабинська селищна бібліотека, бібліотекар                                     |
| 9                          | Вєлєва Тетяна Іванівна         | 08.11.2010            | середня | позапартійна                      | фізична особа-підприємець                                                       |
| 10                         | Межебецька Яна Євгенівна       | 08.11.2010            | вища    | позапартійна                      | фізична особа-підприємець                                                       |
| 11                         | Зозуля Віталій Леонідович      | 08.11.2010            | вища    | член Партії регіонів              | державне підприємство «Укравтогаз», машиніст                                    |
| 15                         | Черевична Наталія Іванівна     | 08.11.2010            | середня | позапартійна                      | ресторан, бухгалтер                                                             |
| 17                         | Зубач Ірина Михайлівна         | 08.11.2010            | середня | член Комуністичної партії України | пенсіонер                                                                       |
| 20                         | Танігіна Світлана Григорівна   | 08.11.2010            | вища    | позапартійна                      | Балабинська гімназія «Престиж», вчитель                                         |
| 24                         | Бровко Микола Федотович        | 08.11.2010            | вища    | позапартійний                     | Кушугумська міська поліклініка, лікар — гінеколог                               |
| 30                         | Алексинська Світлана Іванівна  | 08.11.2010            | середня | член Партії регіонів              | Балабинська селищна рада, бухгалтер                                             |